# Astley (Worcestershire)
Pour les articles homonymes, voir Astley.
Astley est un village du Worcestershire, en Angleterre. Il est situé à environ 5 km au sud-ouest de la ville de Stourport-on-Severn. Il forme une paroisse civile avec le village voisin de Dunley. Administrativement, il dépend du district de Malvern Hills.

## Personnalités liées
- Frances Ridley Havergal (1836- 1879), poétesse religieuse anglaise et auteure de cantiques, est née à Astley.